# Dactylorhiza maculata subsp. savogiensis
Dactylorhiza maculata subsp. savogiensis (synoniem: Dactylorhiza savogiensis) is een Europese orchidee. Deze ondersoort van de gevlekte orchis (Dactylorhiza maculata) is endemisch in de Alpen.

## Etymologie en naamgeving
- basioniem: Dactylorhiza savogiensis D.Tyteca & Gathoye (1990)

synoniemen
- Dactylorhiza maculata subsp. pyrenaica Kreutz (2013)

De ondersoortaanduiding savogienis verwijst naar de vindplaats van het type, de Haute-Savoie.

## Kenmerken
D. maculata subsp. savogiensis is een overblijvende plant die overwintert door middel van wortelknollen (geofyt). Het is een 20 tot 50 cm hoge, slanke plant met een massieve, geribde, naar boven toe rood aangelopen bloemstengel. Er zijn vier tot vijf verspreid staande, afstaande, licht gebogen, lancetvormige tot lijnlancetvormige en meestal gevlekte stengelbladeren, waarbij de grootste breedte in het midden ligt.
De bloeiwijze is een korte (4 tot 9 cm), dichtbebloemde aar met vijftien tot dertig in verhouding grote donkerroze tot violette bloemen. De zijdelingse binnenste bloemdekbladen staan horizontaal of licht naar boven gericht en zijn dikwijls aan de binnenkant gevlekt. De bloemlip is duidelijk drielobbig, met een middenlob die bijna even breed is als de zijlobben. De randen van de zijlobben zijn teruggebogen en dikwijls golvend. De tekening op de lip bestaat uit donkerrode stippen of streepjes, en meestal zijn er onvolledige of volledige lussen zichtbaar. De spoor is licht dalend, relatief dik, en driekwart tot even lang als het vruchtbeginsel.
De bloeitijd is van juni tot juli.

## Habitat
Deze ondersoort groeit op zonnige plaatsen op zure, zeer natte tot vochtige bodems, zoals vochtige alpenweiden, venen en bronmoerassen, in het hooggebergte van 1200 tot 2000 m.

## Voorkomen
Het verspreidingsgebied is onduidelijk vanwege mogelijke verwarring met andere (onder)soorten, doch omvat zeker de Franse, Zwitserse en Italiaanse Alpen, en mogelijk ook de Pyreneeën en het Centraal Massief.

## Verwante en gelijkende soorten
Dactylorhiza maculata subsp. savogiensis behoort tot het geslacht van de handekenskruiden (Dactylorhiza), waarvan een veertigtal sterk gelijkende soorten in Europa voorkomt.
Afhankelijk van de auteur wordt dit taxon als een aparte soort binnen dat geslacht (D. savogiensis), of als een ondersoort van de gevlekte orchis (Dactylorhiza maculata) opgevat, naast meer verspreide ondersoorten zoals de typische ondersoort (subsp. maculata).
Ze kan van deze en van de gelijkende bosorchis (Dactylorhiza fuchsii) onderscheiden worden door het kleine aantal bloemen die in verhouding groot zijn, meestal donkerder gekleurd, met een drielobbige middenlip die qua insnijding tussen de gevlekte en bosorchis in ligt.
D. alpestris · 
D. aristata · 
D. atlantica · 
D. baumanniana · 
D. cordigera · 
D. cyrnea · 
D. czerniakowskae · 
D. durandii · 
D. elata (Grote rietorchis) · 
D. euxina · 
D. foliosa · 
D. francis-drucei · 
D. fuchsii (Bosorchis) · 
D. graggeriana · 
D. hatagirea · 
D. iberica · 
D. incarnata (Vleeskleurige orchis) · 
D. insularis · 
D. isculana · 
D. kafiriana · 
D. kerryensis · 
D. kulikalonica · 
D. lapponica · 
D. maculata (Gevlekte orchis) · 
D. maculata subsp. elodes (Tengere heideorchis) · 
D. maculata subsp. ericetorum (Heideorchis) · 
D. maculata subsp. savogiensis · 
D. magna · 
D. majalis (Brede orchis) · 
D. osmanica · 
D. phoenissa · 
D. praetermissa (Rietorchis) · 
D. praetermissa var. junialis (Gevlekte rietorchis) · 
D. purpurella (Purperrode orchis) · 
D. romana · 
D. russowii · 
D. saccifera · 
D. salina · 
D. sambucina (Vlierorchis) · 
D. sibirica · 
D. sphagnicola (Veenorchis) · 
D. sudetica · 
D. traunsteineri (Smalle orchis) · 
D. traunsteinerioides · 
D. umbrosa · 
D. urvilleana · 
D. viridis (Groene nachtorchis)